# Минео
Минео (итал. Mineo) је насеље у Италији у округу Катанија, региону Сицилија.
Према процени из 2011. у насељу је живело 4567 становника. Насеље се налази на надморској висини од 496 м.

## Становништво
Према резултатима пописа становништва 2011. у општини је живело 5.216 становника.
| 1951. | 1961. | 1971. | 1981. | 1991. | 2001. | 2011. |
| ----- | ----- | ----- | ----- | ----- | ----- | ----- |
| 9.926 | 8.783 | 7.107 | 6.464 | 5.888 | 5.586 | 5.216 |

## Партнерски градови
- Unieux